# Siegfried Roch
Siegfried "Sigi" Roch, född 26 mars 1959 i Wunsiedel, är en tysk handbollsmålvakt. Han var med och tog OS-silver 1984 i Los Angeles. Han är far till handbollsmålvakten Isabell Roch.

## Klubbar
- TSV Milbertshofen (–1981)
- TV Großwallstadt (1981–1997)